# Anton Joegov
Anton Tanev Joegov (Bulgaars: Антон Танев Югов) (Karasuli, Griekenland, 28 augustus 1904 - Sofia, 6 juli 1991), was een Bulgaars politicus.
Anton Joegov sloot zich in 1928 aan bij de Bulgaarse Werkerspartij (voorloper van de Bulgaarse Communistische Partij) en van 1934 tot 1936 verbleef hij in de Sovjet-Unie. In 1937 werd hij in het Politbureau van de Bulgaarse Werkerspartij gekozen. Hij nam tijdens de Tweede Wereldoorlog actief deel aan het communistische verzet tegen de pro-Duitse regering in Sofia. Na de staatsgreep van het communistisch georiënteerde Vaderlands Front op 9 september 1944 werd Joegov minister van Binnenlandse Zaken onder de premiers Kimon Georgiev (1944-1946) en Georgi Dimitrov (1946-1949). Op 20 juli 1949 werd Joegov minister van Industrie en Mijnbouw (tot 16 januari 1954).
Op 16 januari 1954 werd Anton Joegov een van de vicepremiers onder de Stalinistische premier Vulko Tsjervenkov, die echter op 17 april 1956 werd ontslagen. Joegov werd daarop tot premier benoemd en zette een proces van destalinisatie in werking. Hij werd hierin gesteund door de eerste secretaris van het Centraal Comité van de Bulgaarse Communistische Partij (BKP) Todor Zjivkov.
Op 15 maart 1962 werd Joegov herkozen als premier, maar tijdens het 8e partijcongres van de BKP in november van dat jaar werd Joegov echter uit al zijn partij- en regeringsfuncties ontheven wegens "scheurmakende activiteiten" die hij met Tsjervenkov e.a. zou hebben ontplooid. In werkelijkheid moest Joekov het veld ruimen omdat hij kritiek zou hebben gehad op Zjivkovs economische beleid en diens steun aan het Cubaanse beleid van de Sovjet-Russische leider Nikita Chroesjtsjov.